# マイ・シスター・アイリーン (1955年の映画)
『マイ・シスター・アイリーン』（My Sister Eileen）は、1955年（昭和30年）製作・公開、リチャード・クワイン監督の長篇ミュージカル映画である。

## 略歴・概要
1940年（昭和15年）12月26日、ブロードウェイのビルトモア劇場（現在のサミュエル・J・フリードマン劇場）で初演された、ルース・マッケニーの小説を原作としたジョセフ・フィールズとジェローム・チョドロフの戯曲『マイ・シスター・アイリーン』が原作である。監督のリチャード・クワインは当時は俳優で、初演の舞台にフランク・リッピンコット役で上がっており、舞台の2年後の1942年（昭和17年）9月24日に公開されたアレクサンダー・ホール監督による初の映画化の際にも、リッピンコット役で出演している。本作はその本格リメイクである。
本作のコレオグラファーはロバート・フォッシー、のちに映画監督になるボブ・フォッシーで、本作にも俳優として、かつてクワインが演じたリッピンコット役を演じている。ロケーション撮影をニューヨークで敢行したほか、カリフォルニア州ロサンゼルスの北部、バーバンクのコロムビア/ワーナー・ブラザース牧場でも行なった。
本作は、1955年（昭和30年）9月22日、全米で封切られ、フランスでは1年後の1956年（昭和31年）8月29日にパリで公開されている。本作を公開時にパリで観た、当時長篇デビュー前ののちの映画監督のジャン＝リュック・ゴダールが、映画批評誌『カイエ・デュ・シネマ』誌上で発表した「1956年のベストテン」に本作を第10位にランクインさせている。日本では、当時公開されなかったが、コロンビア映画の版権を保有するソニー・ピクチャーズエンタテインメントが2005年9月28日、2009年6月24日にDVDとして発売した。

## スタッフ・作品データ
- 監督 : リチャード・クワイン
- 原作 : ルース・マッケニー
- 原作戯曲 : ジョセフ・フィールズ / ジェローム・チョドロフ
- 脚本 : ブレイク・エドワーズ / リチャード・クワイン
- 撮影 : チャールズ・ロートン・Jr
- 美術 : ウォルター・ホルシャー
- 装飾 : ウィリアム・キアーナン
- 音楽 : ジョージ・ダニング
- オーケストレーション : アーサー・モートン
- コレオグラファー : ボブ・フォッシー
- プロデューサー : フレッド・コールマー
- 形式 : テクニカラー - 35ミリフィルム（シネマスコープ 2.55:1） - 4トラックステレオ録音
- ジャンル : 長篇劇映画

## キャスト
- ジャネット・リー - アイリーン・シャーウッド役
- ジャック・レモン - ボブ・ベイカー役
- ベティ・ギャレット - ルース・シャーウッド役
- ボブ・フォッシー - フランク・リッピンコット役
- カート・カズナー - パパ・アポポラス役
- ディック・ヨーク - レック・ルーミス役

## 関連事項
- サミュエル・J・フリードマン劇場（en:Samuel J. Friedman Theatre）
- マイ・シスター・アイリーン （en:My Sister Eileen (play)）
- マイ・シスター・アイリーン (1942年の映画) （en:My Sister Eileen (1942 film)）

## 関連書籍
- My Sister Eileen, Ruth McKenney, Harcourt, Brace, 1938 / Reprint Services Corp, 1993 ISBN 0781253888

## 註
1. ↑  Les Cahier du Cinema, Numero 67, Janvier 1957, 1957年1月号。